# پلیونا (آلاباما)
پلیونا (به انگلیسی: Plevna) یک منطقهٔ مسکونی در ایالات متحده آمریکا است که در آلاباما واقع شده‌است. پلیونا ۲۵۹ متر بالاتر از سطح دریا واقع شده‌است.